# Sinbad and the Eye of the Tiger
Sinbad și Ochiul Tigrului (în engleză Sinbad and the Eye of the Tiger) este un film fantastic regizat de Sam Wanamaker[*] după un scenariu de Beverley Cross[*]. În rolurile principale au interpretat actorii Patrick Wayne, Taryn Power, Jane Seymour și Patrick Troughton.
A fost produs de studiourile Andor Films și a avut premiera la 12 august 1977, fiind distribuit de Columbia Pictures. Coloana sonoră a fost compusă de Roy Budd[*]. Este al treilea și ultimul film cu Sinbad lansat de Columbia Pictures, după A șaptea călătorie a lui Sinbad (The 7th Voyage of Sinbad, 1958) și Călătoria de aur al lui Sinbad (The Golden Voyage of Sinbad, 1973).
Cheltuielile de producție s-au ridicat la 3,5 milioane $ or $3 million și a avut încasări de 20 milioane $.

## Rezumat
Mama vitregă cea rea, vrăjitoarea Zenobia, l-a transformat pe prinț într-un babuin pentru ca fiul ei Rafi să fie viitorul calif. 
După ce ajunge în țara Charak pentru a-i cere prințului Kasim mâna surorii sale, frumoasa prințesă Farah, Sinbad Marinarul, erou al mărilor, pornește în căutarea unui magician capabil să rupă vraja. Acesta va trebui să se confrunte cu o mie de pericole.

## Distribuție
- Patrick Wayne - Sinbad marinarul
- Taryn Power - Dione
- Margaret Whiting - Zenobia
- Jane Seymour - Farah
- Patrick Troughton - Melanthius
- Kurt Christian - Rafi
- Nadim Sawalha - Hassan
- Damien Thomas - Kassim
- Bruno Barnabe - Balsora
- Bernard Kay - Zabid
- Salami Coker - Maroof
- David Sterne - Aboo-Seer
- Peter Mayhew - Minoton